# قشلاق سیدلر ساری قوئی بیت اله
قشلاق سیدلر ساری قوئی بیت اله یک روستا در ایران است که در استان اردبیل واقع شده‌است.